# Fors socken, Jämtland
Fors socken i Jämtland ingår sedan 1974 i Ragunda kommun och motsvarar från 2016 Fors distrikt.
Socknens areal är 494,00 kvadratkilometer, varav 479,20 land. År 2000 fanns här 1 603 invånare. Samhället Bispgården och sockenkyrkan Fors kyrka ligger i socknen.

## Administrativ historik
Fors socken har medeltida ursprung.
Vid kommunreformen 1862 överfördes ansvaret för de kyrkliga frågorna till Fors församling och för de borgerliga frågorna till Fors landskommun. Landskommunen uppgick 1974 i Ragunda kommun
1 januari 2016 inrättades distriktet Fors, med samma omfattning som församlingen hade 1999/2000.
Socknen har tillhört fögderier, tingslag och domsagor enligt vad som beskrivs i artikeln Jämtland. De indelta soldaterna tillhörde Jämtlands fältjägarregemente och Jämtlands hästjägarkår.

## Geografi
Fors socken ligger kring Indalsälven och är Jämtlands östligaste socken. Socknen har odlingsbygd kring älven, och består i övrigt av myrrika bergs- och skogsmarker som i Björnberget i öster når 470 meter över havet.
På gränsen till Ragunda socken ligger Döda fallet. Socknen genomkorsas av riksvägarna 86 och 87 samt Norra stambanan. Vid Utanede ligger den Thailändska paviljongen uppförd 1998.

### Geografisk avgränsning
Socknens och därmed landskapet Jämtlands östligaste punkt ligger i en "spets" cirka 600 meter sydost om Malmsjöns fäbodar. Här ligger även Malmsjöberget (395 m ö.h.), Malmsjön (346 m ö.h.) samt Malmsjöån. Den senare avvattnar Malmsjön norrut till Långsjön (320 m ö.h.) i Graninge socken i Ångermanland. Vid den östligaste punkten ligger "tresockenmötet" Fors-Graninge-Liden, tillika "trelandskapsmötet" Jämtland-Ångermanland-Medelpad. Från denna punkt gränsar Fors socken i riktning nordväst, på en sträcka av 24 km upp till Vithöjden, mot Graninge socken. Från Vithöjden i samma riktning gränsar Fors på en sträcka av ytterligare cirka 3 km upp till Ångermannaflon mot Helgums socken. Dessa två socknar (Graninge och Helgum) ligger bägge i Sollefteå kommun, Västernorrlands län, Ångermanland. Vid Ångermannaflon ligger "tresockenmötet" Fors-Helgum-Ragunda. Härifrån går socknen gräns mot sydväst och gränsar mot Ragunda socken i nordväst. I detta område ligger Ås-Gammelbodarna fäbodar samt Tärsjön (444 m ö.h.).

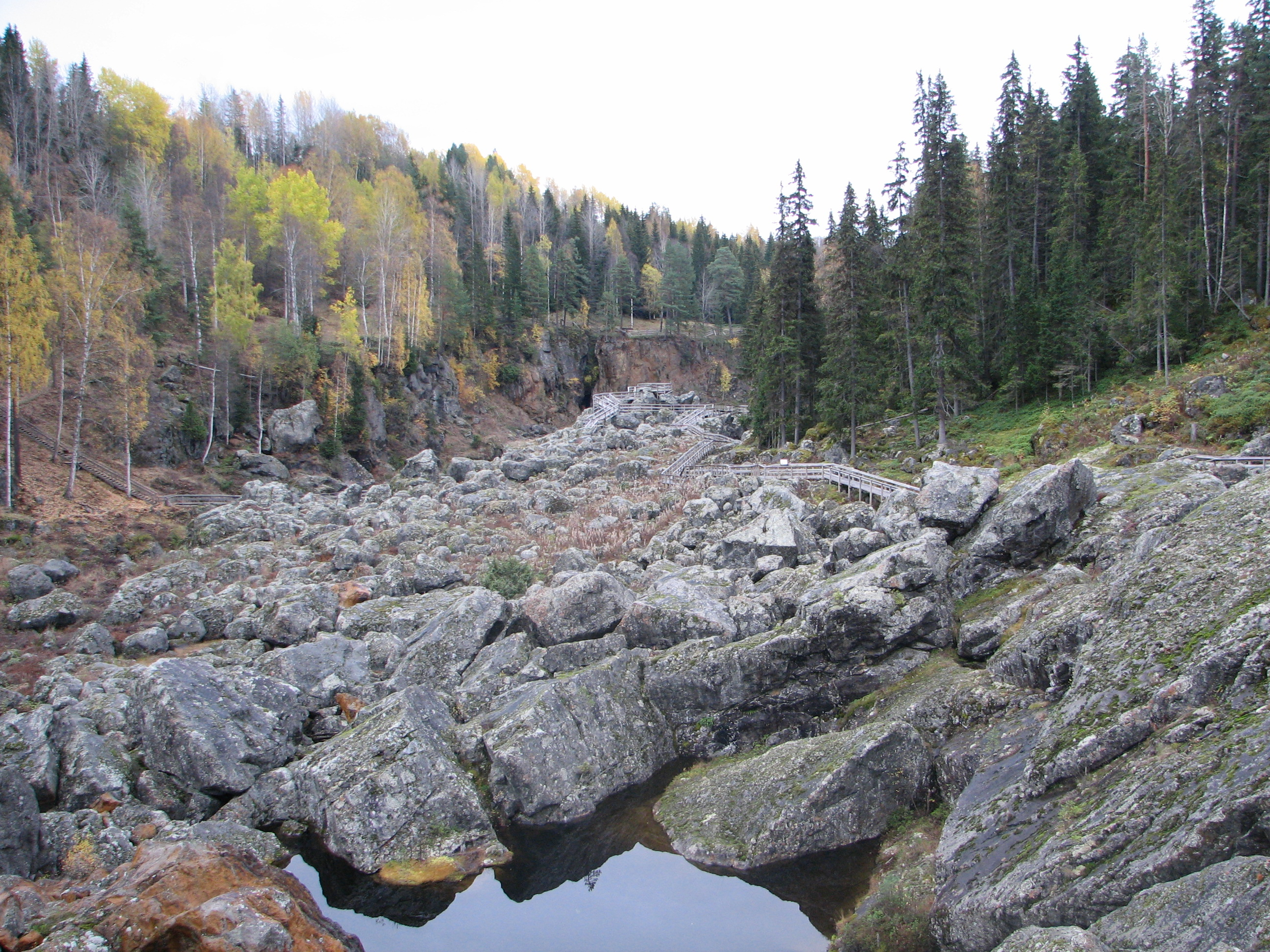
Döda fallet

I socknens östligaste del ligger bland andra sjöarna Häbbersjön (338 m ö.h.), Ödingen (308 m ö.h.) och i söder på gränsen mot Lidens socken ligger nordspetsen av Stor-Gussjön (311 m ö.h.). Från östligaste punkten gränsar Fors socken i riktning västerut mot Lidens socken i Sundsvalls kommun, Västernorrlands län, Medelpad, som ligger i söder och sydost. Gränsen (socken- och länsgräns) går ganska rakt cirka 17 km fram till Indalsälven. Strax öster om älven kommer riksväg 86 söderifrån in i socknen (och Jämtland). Gårdarna Nygården och Forsstrand ligger här, den senare intill älven. På älvens västra sida vinklar socken- och länsgränsen mot sydväst och "sneddar" uppför Ådalsberget och går upp på Jämtmyran. Byn Korsåmon ligger alldeles innanför gränsen. Gränsen går rakt mot sydväst på en sträcka av cirka 14 km till socknens sydligaste punkt vid Kråkstensjön (366 m ö.h.). Här ligger "tresockenmötet" Fors-Liden-Hällesjö i en skarp "spets". Gränsen går härifrån skarpt mot nordnordväst och utgör socknens västgräns mot Hällesjö socken i Bräcke kommun. Den nyss nämnda "sydkilen" är obebyggd. Här ligger bl.a. Vackerlandsjön (339 m ö.h.). Socknens västligaste punkt ligger vid bergshöjden Skogrånäset invid Amerikaflon. Punkten ligger tillika mellan Väster-Mörtsjön (338 m ö.h.) och Kämpensborgssjön (331 m ö.h.), vid vars östände byn Kämpensborg ligger. I denna trakt ligger även byn Långsjönäset. Vid Lill-Dalsberget ligger "tresockenmötet" Fors-Hällesjö-Ragunda. Fors socken gränsar sedan i nordväst mot Ragunda socken på en sträcka av cirka 20 km fram till gränsen mot Ångermanland vid Ångermannaflon. Gränsen mellan Fors och Ragunda går tvärs genom det torrlagda Döda fallet strax nordväst om byn Västerede i Fors. Strax nedströms Döda Fallet korsar gränsen Indalsälven.
Norra stambanan kommer in i socknen här vid Västerede och går sedan via Bispgården och tågmötesplatsen Fångsjöbacken vidare mot Långsele.
Längs Indalsälven kan, i riktning nedströms, nämnas bland andra orterna Västerede , Österede, Bispgården, Östra Bispgården, Utanede samt Kvarnbacken, samtliga på älvens östra sida. På västra sidan kan nämnas Edesmoarna, Kilen, Böle, Västeråsen samt Österåsen.

## Byar och hemman
Fors socken består historiskt av nedan listade byar och enstaka hemman. När en by har flera hemman anges också hemmansnumren.
- Bispfors, se Bispgården.
- Bispgården, by med två hemman (1–2), känd sedan medeltiden. Namnet Bispgården syftar inte längre enbart på bebyggelsen inom byns gränser. När järnvägen drogs genom Fors anlades 1885 i byn Oppåsen en station som gavs namnet Bispgården. Kring den växte stationssamhället Bispgården fram. Där fanns också en poststation Bispgården. När ytterligare en poststation 1903 inrättades i byn Bispgården fick den istället ett nyskapat namn, Bispfors (en sammansättning av förleden i Bispgården och sockennamnet Fors). Samhället kring poststationen kom att kallas Bispfors. På 1970-talet byttes Bispfors till platsens ursprungliga namn Bispgården. Därmed fick hela den långsträckta bebyggelsen längs östra sidan av Indalsälven namnet Bispgården. Samhället sträcker sig över byarna Oppåsen, Åsen, Prästbordet (med Fors kyrka), Bispgården och Byn. Sedan 1995 räknas Bispgården som två tätorter: Västra Bispgården (kring järnvägsstation i byn Oppåsen) och Östra Bispgården (huvudsakligen i byn Bispgården).
- Byn, by med fem hemman (1–5), känd sedan medeltiden. Bebyggelsen i anslutning till byn Bispgården ingår i samhället Bispgården.
- Böle, by med två hemman (1–2), känd sedan medeltiden.
- Ede, se Västerede.
- Fors prästbord, se Prästbordet.
- Gruvberget, se Mörtsjön.
- Hedesta, bebyggelse som verkar ha försvunnit i mitten av 1300-talet i samband med digerdöden, obekant läge.
- Korsåmon, enstaka hemman, i jordeboken sedan 1825.
- Kämpensborg, se Mörtsjön.
- Långsjönäset, enstaka hemman, i jordeboken sedan 1825, belägen på näset mellan sjöarna Långsjön och Kälasjön.
- Mörtsjön, enstaka hemman med namn efter Öster-Mörtsjön, före 1866 ett kronoavradsland med namnet Degerlandslandet, i jordeboken sedan 1715. Inom gränserna ligger bebyggelsen Kämpensborg, som fram till 1860-talet hette Gruvberget.
- Oppåsen, enstaka hemman, känt sedan år 1600, möjligen ursprungligen en del av angränsande Åsen. När järnvägen drogs genom Fors anlades en station i Oppåsen som fick namnet Bispgården. Kring den växte stationssamhället Bispgården fram (se vidare Bispgården). Sedan 1995 räknas bebyggelsen Bispgården som två tätorter, Västra Bispgården kring järnvägsstationen (huvudsakligen i byn Oppåsen men också i angränsande byn Åsen) och Östra Bispgården kring den ursprungliga byn Bispgården.
- Oxböle, en del av Bispgården, namnet används inte längre men förekommer i handlingar från 1493 och fram till början av 1700-talet.
- Prästbordet, enstaka hemman, på ägorna finns Fors kyrka. Bebyggelsen kring kyrkan räknas till samhället Bispgården.
- Pålåsen, se Västeråsen.
- Sönneråsen, sockendel, avser den del av socknen som ligger på västra sidan av Indalsälven, i första hand byarna Böle, Västeråsen och Österåsen.
- Tryggåsen, se Österåsen.
- Utanede, by med tre hemman (1–3), känd sedan 1500-talet. En del av Utanede har klassats som en småort. Kung Chulalongkorns paviljong ligger i byn.
- Varvsås (eller Värvsås), bebyggelse nämnd 1333, möjligen ett äldre namn på Västeråsen.
- Västerede, by med fyra hemman (1–4), känd sedan medeltiden.
- Västeråsen (förr även Pålåsen), by med två hemman (1–2), känd sedan 1500-talet. Västeråsen har tidigare klassats som en småort.
- Västra Bispgården, se Bispgården.
- Åsen, enstaka hemman, känt sedan medeltiden.
- Österede, enstaka hemman, känt sedan 1500-talet, kan i äldre tid ha utgjort en del av Västerede.
- Österåsen (förr även Tryggåsen), by med två hemman (1–2), känd sedan medeltiden.
- Östra Bispgården, se Bispgården.

## Fornlämningar
Boplatser och lösfynd från stenåldern samt fångstgropar har påträffats samt gravhögar från järnåldern finns. 

## Namnet
Namnet (1331 Fors) kommer från bebyggelsen vid en fors i Indalsälven, troligen Storforsen (Döda fallet).

## Befolkningsutveckling
| Befolkningsutvecklingen i Fors socken, Jämtland 1780–1990                                                | Befolkningsutvecklingen i Fors socken, Jämtland 1780–1990 | Befolkningsutvecklingen i Fors socken, Jämtland 1780–1990 | Befolkningsutvecklingen i Fors socken, Jämtland 1780–1990 | Befolkningsutvecklingen i Fors socken, Jämtland 1780–1990 |
| --- | --------------------------------------------------------- | --------------------------------------------------------- | --------------------------------------------------------- | --------------------------------------------------------- |
| |                                                           |                                                           |                                                           |                                                           |
| År |                                                           |                                                           | Folkmängd                                                 |                                                           |
| 1780 | 1780                                                      |                                                           | 392                                                       |                                                           |
| 1790 | 1790                                                      |                                                           | 454                                                       |                                                           |
| 1800 | 1800                                                      |                                                           | 530                                                       |                                                           |
| 1810 | 1810                                                      |                                                           | 641                                                       |                                                           |
| 1820 | 1820                                                      |                                                           | 682                                                       |                                                           |
| 1830 | 1830                                                      |                                                           | 761                                                       |                                                           |
| 1840 | 1840                                                      |                                                           | 845                                                       |                                                           |
| 1850 | 1850                                                      |                                                           | 1 023                                                     |                                                           |
| 1860 | 1860                                                      |                                                           | 1 383                                                     |                                                           |
| 1870 | 1870                                                      |                                                           | 1 631                                                     |                                                           |
| 1880 | 1880                                                      |                                                           | 1 833                                                     |                                                           |
| 1890 | 1890                                                      |                                                           | 2 323                                                     |                                                           |
| 1900 | 1900                                                      |                                                           | 2 433                                                     |                                                           |
| 1910 | 1910                                                      |                                                           | 2 587                                                     |                                                           |
| 1920 | 1920                                                      |                                                           | 2 546                                                     |                                                           |
| 1930 | 1930                                                      |                                                           | 2 443                                                     |                                                           |
| 1940 | 1940                                                      |                                                           | 2 948                                                     |                                                           |
| 1950 | 1950                                                      |                                                           | 3 452                                                     |                                                           |
| 1960 | 1960                                                      |                                                           | 2 990                                                     |                                                           |
| 1970 | 1970                                                      |                                                           | 2 442                                                     |                                                           |
| 1980 | 1980                                                      |                                                           | 1 960                                                     |                                                           |
| 1990 | 1990                                                      |                                                           | 1 795                                                     |                                                           |
| Anm: Källor: Umeå universitet - Tabellverket 1749-1859, Demografiska databasen, CEDAR, Umeå universitet. |                                                           |                                                           |                                                           |                                                           |